# Baptiste Amann
Baptiste Amann, né en 1986 en Avignon, est un acteur, metteur en scène et auteur français.

## Biographie
De 2004 à 2007, Baptiste Amann est élève à l’École régionale d’acteurs de Cannes), puis à sa sortie de l’école il est interprète pour des metteurs en scène comme Jean-Pierre Vincent, Hubert Colas, Antoine Bourseiller ou David Lescot.
Il monte son premier texte, en 2008, Les Anthropophages, à Alloue à la Maison Maria Casarès.
En 2010, il fonde la plateforme de production « l’Outil », avec Solal Bouloudnine, Victor Lenoble, et Olivier Veillon. Ils créent leurs premiers spectacles sous le sigle IRMAR (Institut de recherches menant à rien), notamment au T2G à Gennevilliers ou la Ménagerie de verre à Paris ainsi qu'au Festival Actoral….
De 2013 à 2019, il écrit la trilogie Des territoires, présentée en épisodes. Le premier volet, Des territoires (Nous sifflerons la Marseillaise…), reçoit la bourse d’encouragement du CnT et est enregistrée en public à Théâtre Ouvert et diffusée sur France Culture.
En 2015, il écrit Les Fondamentaux, pour le metteur en scène Rémy Barché pour le spectacle de sortie des élèves de l’école de la Comédie de Reims. Il écrit deux autres pièces pour le metteur en scène : DETER’ présenté à La Colline, une forme courte à destination des lycées et La Truite,.
En janvier 2016, Baptiste Amann crée Des territoires (Nous sifflerons la Marseillaise…) au Glob Théâtre à Bordeaux, puis en tournée et reçoit le prix Bernard-Marie Koltès des lycéens, initié par le Théâtre national de Strasbourg. Le second volet, Des territoires (… D’une prison l’autre…) est créé en septembre 2017 au Merlan, scène nationale de Marseille, dans le cadre du Festival Actoral, puis à Paris en novembre au Théâtre de la Bastille, lors du Festival d’Automne.
En 2018, il fonde sa compagnie L’Annexe.
En juin 2019, il met en voix à Théâtre Ouvert, le troisième volet de la trilogie, Des territoires (… Et tout sera pardonné ?). Le spectacle est créé en 2019 à la Comédie de Béthune,. Il crée en 2021 Des territoires Trilogie, intégral des trois épisodes d'une durée de sept heures pour la 75e édition du Festival d’Avignon,.
À la suite d’une invitation de Renaud Cojo, le solo Grandes Surfaces, à partir de L’école du micro d’argent du groupe IAM est créé dans le cadre du festival Discotake à Bordeaux puis repris en tournée,.
Il intervient dans les écoles supérieures d’art dramatique et a notamment écrit et mis en scène pour l’ensemble 28 de l’ERACM la pièce Amours premiers (fugue).

## Spectacles

### Œuvres écrites et mises en scène
- 2008 : Les Anthropophages - Maison Maria Casarès (Alloue)
- 2014 : L'Outil - Théâtre des Bains-Douches (Le Havre)[24]
- 2016 : Des territoires (Nous sifflerons la Marseillaise…) - Glob Théâtre (Bordeaux), Le CentQuatre et tournée
- 2017 : Des territoires (... D'une prison l'autre...) - Théâtre Ouvert, TnBA et tournée
- 2018 : Spectateurs : droits et devoirs - L'Empreinte (Brive)
- 2019 : Des territoires (…et tout sera pardonné ?) - La Comédie de Béthune et tournée
- 2020 : Grandes surfaces - Festival Discotake (Bordeaux) et tournée
- 2021 : Le Courage des oiseaux - TnBA et tournée
- 2021 : Amours premiers - Théâtre national de Nice
- 2022 : Salle des fêtes - TnBA et tournée[25],[26]
- 2022 : Jamais dormir - Odyssées en Yvelines (Sartrouville) et tournée[27]

### Pièces mises en scène par d'autres
- 2015 : Les Fondamentaux, mise en scène Rémy Barché
- 2015 : La Folle Journée ou le Mariage de Figaro d'après Beaumarchais, mise en scène Rémy Barché
- 2017 : Objet personnel, chorégraphie de Mié Coquempot[28]
- 2017 : La Truite, mise en scène Rémy Barché
- 2019 : Rapports sur toi, mise en scène Rémy Barché
- 2020 : Loto, mise en scène Rémy Barché
- 2020 : Odyssées 2020, co-écrit avec Célia Houdart, Mariette Navarro et Yann Verburgh, mise en scène Noémie Rosenblatt
- 2023 : Bunker, mise en scène Adama Diop[29]

### Interprète
- 2006 : Une Orestie - Agamemnon, Les Choéphores, Les Euménides d'après Eschyle, mise en scène Jean-Pierre Vincent[30]
- 2007 : Kiwi de Daniel Danis
- 2007 : Troïlus et Cressida de William Shakespeare, mise en scène Anne Alvaro et David Lescot - Alloue, Montreuil, Marseille[31]
- 2007 : Roméo et Juliette d'après William Shakespeare, mise en scène Didier Girauldon
- 2009 : Stuff Happens de David Hare, mise en scène Bruno Freyssinet et William Nadylam[32]
- 2010 : Le jour qu'on attend de Olivier Brunhes - Théâtre de Villejuif
- 2010 : Notre-Dame des Fleurs de Jean Genet de Antoine Bourseiller - Théâtre national de Nice
- 2011 : Du caractère relatif de la présence des choses, mise en scène Mathieu Besset et Victor Lenoble
- 2011 : L'étrange rêve de Lady A. de Olivier Brunhes
- 2012 : Le Fond des choses : outils, œuvres et procédures, mise en scène Mathieu Besset et Victor Lenoble
- 2012 : Zep de Sonia Chiambretto, mise en scène Hubert Colas
- 2012 : Oser le dire, pouvoir le faire de Patrizia Buzzi Barone - tournée en France, Italie, Pologne, Allemagne, Mexique[33]
- 2012 : Les Choses : quels enjeux pour un bilan les concernant ?, mise en scène Mathieu Besset et Victor Lenoble
- 2013 : Fracas de Olivier Brunhes
- 2013 : Gratte-ciel de Sonia Chiambretto, mise en scène Hubert Colas
- 2014 : Un homme qui dort d'après Georges Perec, mise en scène Linda Blanchet
- 2014 : Les Enfants de la terreur, mise en scène Judith Depaule
- 2014 : L'Outil de Baptiste Amann
- 2018 : Spectateurs : droits et devoirs de Baptiste Amann
- 2018 : Le Traitement de Martin Crimp, mise en scène Rémy Barché

## Filmographie
- 2005 : Plus belle la vie : Terry Mangier (épisodes 261 à 280)
- 2010 : 8 et des poussières de Laurent Teyssier
- 2011: Welcome to Hoxford : The Fan Film de Julien Mokrani : Garde
- 2012 : Akira de Fabien Dubois : Eliott Grahams
- 2012 : Yann Piat, chronique d'un assassinat de Antoine de Caunes : Romain Gressler
- 2012 : Une nuit de Philippe Lefebvre : Jérôme, le fils de Tony Garcia
- 2015 : Lazy Company : Klaus Barbie
- 2020 : Sous les étoiles de Paris de Claus Drexel : Le jeune SDF

## Publications
- 2015 : Des territoires (Nous sifflerons la Marseillaise…), édition Tapuscrits/Théâtre Ouvert[34]
- 2017 : Des territoires (... D'une prison l'autre...), édition Tapuscrits/Théâtre Ouvert[35]
- 2019 : Des territoires (…et tout sera pardonné ?), édition Tapuscrits/Théâtre Ouvert[36]
- 2020 : La Truite, édition Tapuscrits/Théâtre Ouvert[37]

## Distinctions
2017 : Prix Bernard-Marie Koltès des lycéens pour Des territoires (Nous sifflerons la Marseillaise…)